# قائمة مساجد كوريا الجنوبية
المساجد المشهورة في كوريا الجنوبية
- مسجد سول المركزي ويقع في مدينة سول.
- مسجد غوانغجو في مدينة غوانغجوالخاصة.
- مسجد آن يانغ في مدينة آن يانغ محافظة غيونغ غي.
- مسجد جونجو في مدينة جونجو جولا الشمالية.
- مسجد بوسان في مدينة بوسان.

## وصلات خارجية
صور للمساجد وموقعها